# 垂枝白点兰
垂枝白点兰（学名：Thrixspermum pendulicaule），为兰科白点兰属下的一个植物种。